# Gianfranco Brancatelli
Gianfranco Brancatelli (Turín, 18 de enero de 1950) es un expiloto de automovilismo italiano. Obtuvo sus mayores éxitos en las carreras de turismos, ganando el Campeonato Europeo de Turismos en 1985. Tuvo un breve paso por la Fórmula 1 en 1979.

## Carrera deportiva
Brancatelli inició en 1972 en la Fórmula Italia, donde ganó el título en 1974. Luego pasó a la F3 y obtuvo buenos resultados, incluido un tercer puesto en el campeonato europeo de 1976. Sin embargo, su paso por la Fórmula 2 fue menos exitoso, ya que no logró sumar ningún podio.
En 1979, Brancatelli tuvo la oportunidad de competir en la Fórmula 1. Intentó clasificar su Kauhsen en dos carreras, sin éxito. El monoplaza resultó pesado y difícil de conducir. Gianfranco decidió entonces recurrir a un monoplaza que le ofrecía mayores posibilidades de clasificación, el Team Merzario. Intentó preclasificar al GP de Mónaco, pero nuevamente fracasó.
Posteriormente, se reentrenó en carreras de turismos, logrando ser campeón europeo en 1985 junto a Thomas Lindström, conduciendo un Volvo 240 Turbo del equipo Eggenberger. En esta disciplina, también ganó la Carrera de Macao de 1985, Campeonato Italiano de Superturismos de 1988, las 24 Horas de Spa de 1989 y una fecha del Campeonato Mundial de Turismos de 1987. También compitió con cierto éxito en carreras de sport prototipos con Jaguar, Sauber y Nissan. Consiguió un segundo puesto en las 24 Horas de Le Mans de 1989 con Sauber.
Tras su retiro a finales de los años 90, Brancatelli se convirtió en periodista de una revista de automóviles italiana.

## Resultados

### Fórmula 1
(Clave) (negrita indica pole position) (cursiva indica vuelta rápida)

| Año     | Equipo                    | 1   | 2   | 3   | 4   | 5       | 6       | 7        | 8   | 9   | 10  | 11  | 12  | 13  | 14  | 15  | Pos. | Puntos |
| ------- | ------------------------- | --- | --- | --- | --- | ------- | ------- | -------- | --- | --- | --- | --- | --- | --- | --- | --- | ---- | ------ |
| 1979    | Willi Kauhsen Racing Team | ARG | BRA | RSA | USW | ESP DNQ | BEL DNQ |          |     |     |     |     |     |     |     |     | NC   | 0      |
| 1979    | Team Merzario             |     |     |     |     |         |         | MON DNPQ | FRA | GBR | GER | AUT | NED | ITA | USA | CAN | NC   | 0      |
| Fuente: |                           |     |     |     |     |         |         |          |     |     |     |     |     |     |     |     |      |        |

### 24 Horas de Le Mans

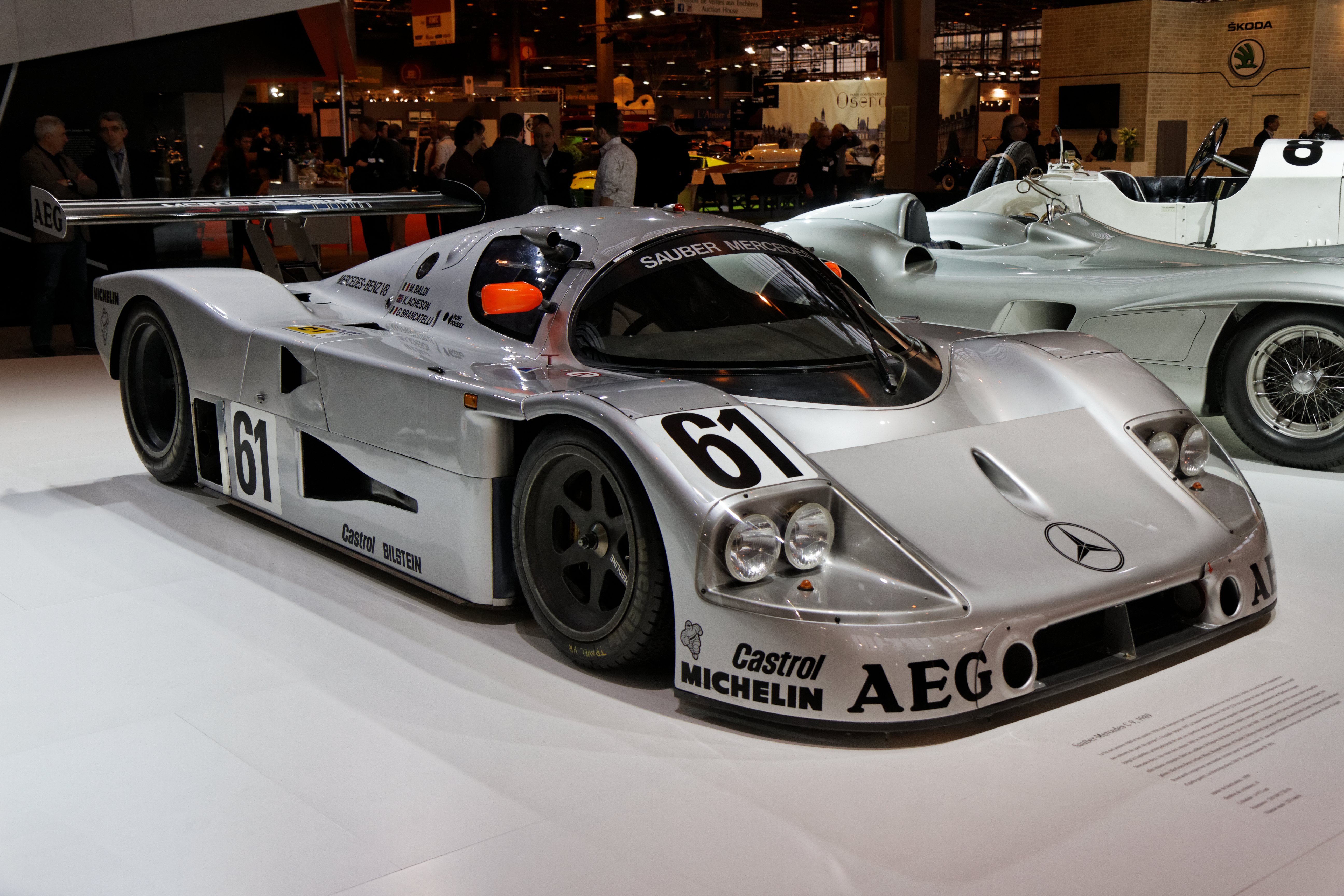
Sauber C9 con el que fue segundo en Le Mans 1989.

| Año     | Equipo                                | Copilotos                             | Automóvil               | Clase     | Vueltas | Pos. | Pos. Clase |
| ------- | ------------------------------------- | ------------------------------------- | ----------------------- | --------- | ------- | ---- | ---------- |
| 1979    | Carlo Pietromarchi                    | Carlo Pietromarchi Maurizio Micangeli | De Tomaso Pantera       | Gr.5 +2.0 | 108     | NC   | NC         |
| 1980    | Scuderia Lancia Corse                 | Piercarlo Ghinzani Markku Alén        | Lancia Beta Monte Carlo | Gr.5      | 26      | DNF  | DNF        |
| 1986    | Silk Cut Jaguar Tom Walkinshaw Racing | Win Percy Hurley Haywood              | Jaguar XJR-6            | C1        | 154     | DNF  | DNF        |
| 1989    | Team Sauber Mercedes                  | Mauro Baldi Kenny Acheson             | Sauber C9-Mercedes-Benz | C1        | 384     | 2.º  | 2.º        |
| 1990    | Nissan Motorsports International      | Mark Blundell Julian Bailey           | Nissan R90CK            | C1        | 142     | DNF  | DNF        |
| Fuente: |                                       |                                       |                         |           |         |      |            |